# U-513
O Unterseeboot 513 foi um submarino alemão do tipo IXC de longo alcance, pertencente à Kriegsmarine que foi utilizado durante a Segunda Guerra Mundial.

## Comandantes
O capitão de corveta Rolf Rüggeberg (1907-1979) comissionou o submarino em 10 de janeiro de 1942 e esteve no comando do navio por 159 dias dos 222 dias em que o barco esteve em ação. O Capitão-tenente Friedrich Guggenberger (1915-1988) seu sucessor conduziu o u-boot em uma única patrulha de 62 dias. 
| Comandante                    | Período                                    |
| ----------------------------- | ------------------------------------------ |
| Korvkpt. Rolf Rüggeberg       | 10 de janeiro de 1942 - 14 de maio de 1943 |
| Kptlt. Friedrich Guggenberger | 15 de maio de 1943 - 19 de julho de 1943   |

## Afundamento
Foi afundado na costa brasileira nas imediações de São Francisco do Sul, estado de Santa Catarina, em 19 de julho de 1943 por cargas de profundidade. Desaparecem com o U-boot 46 tripulantes, sobreviveram 7 entre eles o comandante Kptlt. Friedrich Guggenberger. O submarino foi redescoberto em 14 de julho de 2011, à profundidade de 135 m, por Vilfredo Schurmann da Família Schürmann e pesquisadores da Universidade do Vale do Itajaí.

### Navios atacados peloU-513
| Data             | Comandante             | Nome do navio                  | Tonelagem | Nacionalidade  | Comboio |
| ---------------- | ---------------------- | ------------------------------ | --------- | -------------- | ------- |
| 5 setembro 1942  | Rolf Rüggeberg         | SS Lord Strathcona             | 7 335     | Canadá         |         |
| 5 setembro 1942  | Rolf Rüggeberg         | SS Saganaga                    | 5 454     | Reino Unido    |         |
| 29 setembro 1942 | Rolf Rüggeberg         | SS Ocean Vagabond (danificado) | 7 174     | Reino Unido    | HX-209  |
| 21 junho 1943    | Friedrich Guggenberger | SS Venezia                     | 1 673     | Suécia         |         |
| 25 junho 1943    | Friedrich Guggenberger | SS Eagle (danificado)          | 6 003     | Estados Unidos |         |
| 1 julho 1943     | Friedrich Guggenberger | SS Tutoya                      | 1 125     | Brasil         |         |
| 3julho 1943      | Friedrich Guggenberger | SS Elihu B. Washburne          | 7 176     | Estados Unidos |         |
| 16 julho 1943    | Friedrich Guggenberger | SS Richard Caswell             | 7 177     | Estados Unidos |         |